# Дания на летних Олимпийских играх 1976
Дания принимала участие в летних Олимпийских играх 1976 года в Монреале (Канада) в семнадцатый раз за свою историю, и завоевала одну золотую и две бронзовые медали. Сборную страны представляли 66 участников, из которых 10 женщин.

## 01!Золото
- Парусный спорт, мужчины — Valdemar Bandolowski, Erik Hansen and Poul Jensen.

## 03!Бронза
- Велоспорт, мужчины — Niels Fredborg.
- Велоспорт, мужчины — Verner Blaudzun, Gert Frank, Jørgen Hansen и Jørn Lund.

## Результаты соревнований

### Академическая гребля
В следующий раунд из каждого заезда проходили несколько лучших экипажей (в зависимости от дисциплины). В финал A выходили 6 сильнейших экипажей, ещё 6 экипажей, выбывших в полуфинале, распределяли места в финале B.
Мужчины
| Соревнование | Спортсмены                  | Предварительный заезд | Предварительный заезд | Предварительный заезд | Отборочный заезд | Отборочный заезд | Отборочный заезд | Полуфинал             | Полуфинал             | Полуфинал             | Финал                 | Финал                 | Итоговое место        |                       |
| Соревнование | Спортсмены                  | Заезд                 | Время                 | Место                 | Заезд            | Время            | Место            | Заезд                 | Время                 | Место                 | Время                 | Место                 | Итоговое место        |                       |
| ------------ | --------------------------- | --------------------- | --------------------- | --------------------- | ---------------- | ---------------- | ---------------- | --------------------- | --------------------- | --------------------- | --------------------- | --------------------- | --------------------- | --------------------- |
| двойки       | Ким Рёрбек Могерс Рассмусен | 1                     | 7:46,75               | 5                     | 1                | 7:11,13          | 5                | завершили выступление | завершили выступление | завершили выступление | завершили выступление | завершили выступление | завершили выступление | завершили выступление |